# Guy Spitaels
Guy Gustave Arthur Ghislain Spitaels (Ath, 3 settembre 1931 – Uccle, 21 agosto 2012) è stato un politico belga.
Esponente di spicco del Partito Socialista e suo presidente dal 1981 al 1992, è stato Ministro presidente della Vallonia.

## Biografia
Nato nel 1931, Spitaels si è laureato nel 1957 all'Università cattolica di Lovanio in Scienze politiche e sociali. In seguito, ha frequentato il Collegio d'Europa a Bruges per due anni. Diventa professore di diritto del lavoro all'Université libre de Bruxelles. Abbandona la fede cattolica per diventare massone.
Nel 1974, Spitaels viene eletto senatore. Nel 1977, diventa borgomastro di Ath, carica che manterrà per venti anni. Nello stesso anno diventa Ministro del Lavoro sotto il governo Paul Vanden Boeynants. Dal 1979 al 1981 è vice primo ministro del Belgio nel governo di Wilfried Martens. In seguito, ricoprirà altri ruoli governati come Ministro del bilancio (1979–1980) e Ministro dei Trasporti (1980-1981). Dopo le elezioni politiche del 1981, il Partito Socialista sarà relegato all'opposizione e Spitaels ne diverrà il Presidente per undici anni. Guiderà il suo partito alla vittoria elettorale nel 1987.
Con André Cools e Spitaels alla guida, il Partito Socialista avrà un ruolo egemone all'interno delle istituzioni belghe. Nel 1992, Spitaels diventa ministro presidente della Vallonia. Assieme ad altri politici del suo partito fu coinvolto nell'affare Agusta che lo costrinse alle dimissioni nel 1994. Nel 1995 fu eletto presidente del Parlamento vallone ma fu costretto a dimettersi nel 1997 sempre a causa dello scandalo. Nel 1998 la Corte di Cassazione belga lo condannò per corruzione passiva e ciò pose di fatto fine alla sua carriera politica.
Prima dello scandalo Agusta, Spitaels era soprannominato "Dieu" (Dio in francese) per via della sua grande influenza nel Partito Socialista, forza politica più forte di quegli anni nel Belgio di lingua francese.
Spitaels morì per un tumore al cervello nel 2012.

## Pubblicazioni
- L’hégémonie contrariée. Obama, deux ans après, Luc Pire, 2011.
- Obama président, la méprise, Luc Pire, 2008 ISBN 2507004959.
- Chine, la fin de l’hégémonie américaine, Luc Pire, 2007 ISBN 2874156965.
- La triple insurrection islamique, Fayard, 2005 ISBN 221362433X.